# Sébastien Talabardon
Sébastien Talabardon est un coureur cycliste français, né le 16 février 1978 dans le 12e arrondissement de Paris. Il commence sa carrière professionnelle en septembre 1999 au sein de l'équipe BigMat-Auber 93 jusqu’en 2003. 

## Biographie
Sébastien Talabardon commence le cyclisme à l’âge de 18 ans. À 21 ans, il intègre les rangs professionnels. Il termine deux grands tours, le Tour de France 2001 et le Tour d'Espagne 2002. Yannick Talabardon, son frère cadet de 3 ans, le rejoint dans l’équipe professionnelle BigMat-Auber 93 en juillet 2002. En 2004, il reprend ses études dans la santé pour devenir physiothérapeute du sport, puis ostéopathe en 2013.

## Palmarès
- 1996
  - 2e de Chrono des Herbiers juniors
- 1998
  - 2e de Soulor-Aubisque
- 1999
  - 3e de Paris-Tours espoirs
- 2004
  - 2e du Grand Prix Gilbert-Bousquet

## Résultats sur les grands tours

### Tour de France
1 participation
- 2001 : 126e

### Tour d'Espagne
1 participation
- 2002 : 112e